# Andrzej Rinkel
abp dr h.c. Andrzej Rinkel (wł. Andreas Rinkel) (ur. 10 stycznia 1889 w Ouderkerk nad Amstel, zm. 25 marca 1979 r. w Utrechcie, Holandia) – starokatolicki arcybiskup Utrechtu w latach 1937–1970, były zwierzchnik Kościoła Starokatolickiego w Holandii, przewodniczący Unii Utrechckiej Kościołów Starokatolickich.

## Życiorys
Andrzej Rinkel urodził się w ubogiej i wielodzietnej rodzinie. Uczęszczał do szkoły powszechnej w Nieuwer-Amstel, gdzie jego ojciec prowadził piekarnię. W 1899 roku rodzina przeniosła się do Amsterdamu. Od 1902 roku uczył się w Seminarium Duchownym Kościoła Starokatolickiego, które ukończył w 1911 roku. W dniu 25 stycznia 1914 roku przyjął święcenia w kaplicy seminaryjnej w Amersfoort, trzy miesiące potem został mianowany proboszczem w Enkhuizen (pracował tam do 1920 roku). Po likwidacji celibatu w Kościele Starokatolickim w Holandii w 1923 roku poślubił swoją gospodynię Annę Cornelię van Nus. W roku 1939 otrzymał tytuł doktora honoris causa Uniwersytetu w Bernie, a w 1966 roku – doktora teologii honoris causa General Theological Seminary w Nowym Jorku.
W lutym 1937 roku gdy zmarł abp Franciszek Kenninck, Andrzej Rinkel został wybrany na biskupa archidiecezji utrechckiej, a następnie konsekrowany w katedrze św. Gertrudy. W 1970 roku przeszedł na emeryturę i był pierwszym arcybiskupem Utrechtu, który nie sprawował swojego urzędu dożywotnio. W 1979 roku biskup Rinkel zmarł w wieku dziewięćdziesięciu lat.